# Paraliparis mexicanus
Paraliparis mexicanus är en fiskart som beskrevs av Chernova 2006. Paraliparis mexicanus ingår i släktet Paraliparis och familjen Liparidae. Inga underarter finns listade i Catalogue of Life.